# Magnus Saugstrup
Magnus Saugstrup Jensen (Aalborg, Danska, 12. srpnja 1996.) danski je rukometaš i nacionalni reprezentativac. Igra na poziciji pivota te je trenutno član njemačkoga prvoligaša SC Magdeburga, a prije je bio član danskoga Aalborg Håndbolda.

## Vanjske poveznice
- Profil rukometaša na Euro Handball.com